# 동나이성
동나이성(베트남어: Đồng Nai / 省同狔)은 베트남 동남부 지방에 있는 성 단위 지방 자치체이다. 가장 큰 도시는 비엔호아이며, 면적은 12,737.18km2, 인구는 4,773,495명이다.

## 역사
동나이의 역사는 남방의 역사와 밀접하게 연결되어 있다. 당시 대월은 진남관에서 북으로 응안 고개(현재의 하띤성)에 이르는 곳까지였다. 대월과 이웃한 참파 왕국 사이에 분쟁이 일자 대월은 영토 확장을 시작했다.
당시 대월은 남쪽까지 국경을 넓히기 위해 잘 정비된 강력한 군대를 가지고 있었으며, 남쪽의 책략을 수행할 수 있는 부드럽고 강력한 전략을 가지고 있었다.
베트남 내부에서는 레 왕조 찐 주와 응우옌 주 사이에 전투가 일어났고, 역사는 찐 – 응우옌 분쟁기라고 불렸다. 이렇게 베트남의 역사에서 갈등으로 야기된 상황이 사람들의 삶을 배고프고 비참하게 만들었다. 이로써 투언꽝에서 동나이로 이주해 살 땅에서 생업을 다시 시작하기 위해 대규모 이주 물결이 최초로 일었다.

## 지리
동나이는 베트남의 남동쪽에 자리를 잡고 있으며, 빈투언성, 럼동성, 빈프억성, 바리어붕따우성, 호찌민시와 경계를 접하고 있다. 동나이는 여러 지역의 교통의 요충지로 1번 국도, 20번 국도, 51번 국도, 북남 철도 등이 교차를 하며 지나가고 사이공항 인근과 탄손냣 국제공항과 가깝기 때문에 지정학적인 이점이 있다.

## 날씨
동나이는 열대 우림 기후 지역에 있으므로 북동 그리고 남서 몬순의 영향을 받는다. 4월에서 10월은 태평양 열대 기후의 영향을 받으며, 건기와 우기 두 계절이 뚜렷하게 나타난다. 우기는 3월 또는 4월에서 11월까지이며, 건기는 12월에서 3~4월까지 지속된다. 연평균 기온은 23.9 – 29.0°C이며, 보통 열대 기후의 평균 기온이 26-30°C인 점을 감안하면, 훨씬 쾌적한 기온을 나타낸다. 강수량은 1,500mm ~ 2,700mm까지 이른다.

## 행정 단위

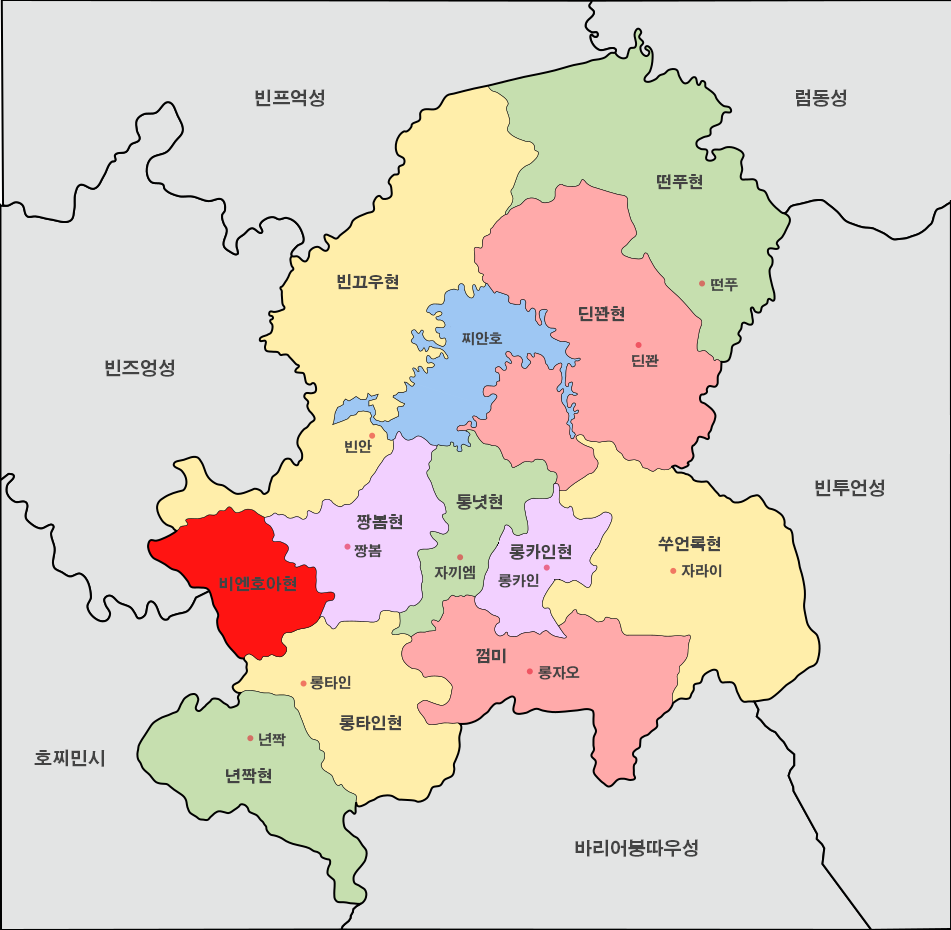
동나이의 행정 구역

동나이성은 5862.37 km2의 면적을 가지고 있다. 자연 지역이 1.76%이고, 남동 국가의 자연 지역의 25.5%를 차지하고 있다. 이 지역은 베트남 남부 경제 발전에서 중요한 위치를 차지하고 있다. 인구는 2019년을 기준으로 3,097,107명이며. 이것은 베트남 전체의 인구 규모 중 다섯 번째를 차지하는 것이다.
동나이성은 다음과 같이 구성되어 있다.

### 타인포
- 비엔호아시 (Biên Hoà / 邊和) : 성도
- 롱카인시 (Long Khánh / 隆慶)

### 현
- 껌미현 (Cẩm Mỹ / 錦美)
- 딘꽌현 (Định Quán / 定貫)
- 롱타인현 (Long Thành / 隆城)
- 년짝현 (Nhơn Trạch / 仁澤)
- 떤푸현 (Tân Phú / 新富)
- 통녓현 (Thống Nhất / 統一)
- 짱봄현 (Trảng Bom / 壯奔)
- 빈끄우현 (Vĩnh Cửu / 永久)
- 쑤언록현 (Xuân Lộc / 春祿)

## 주민
동나이는 2019년을 기준으로 인구 3,097,107명으로 베트남에서 가장 인구가 많은 지역 중 하나이다. 인구는 최근 몇 년 동안 급속도로 증가했으며 주로 주로 이주노동자들이 공장에서 일하는 경우가 흔하다. 인구증가율은 2005년 1.95%, 2008년에서 2010년 사이 2.5%로 증가했고, 2011년에는 3.5% 사이를 기록했다. 순이주은 이 수치에 2.2% 기여했다. 동나이는 인구 증가와 순이주 모두에서 빈즈엉 성 다음으로 두 번째이다.
동나이의 인구는 킨족이 지배적인 민족이며, 호아족, 스티엥 족, 마족, 눙족, 따이족 및 참족 등 소수 민족의 거주자가 있다.

## 교통

### 도로
동나이는 운송 인프라, 특히 도로를 업그레이드하는 데 상당한 진전을 이루었다. 지방 국도는 244.5km의 총 길이를 가지며 1과 2 수준 표준(5번, 6번 국도) 또는 달랏까지 이어진 20번 국도처럼 3등급까지 개선되고 확장되었다. 이 지방의 총 도로 체계는 3,339km이며, 그 중 약 700km가 아스팔트 도로이다. 모든 사와 방은 도로망으로 연결되어 있다.
가까운 미래의 계획 하에, 바리어붕따우 성과 호찌민 시까지 이르는 고속도로, 비엔호아와 붕타우를 연결하는 철도는 726번 지방도를 업그레이드하고 20번 국도와 1번 국도를 51번 국도와 연결해 지방과 지역의 사회경제적 발전을 촉진하는 완벽한 체계를 만들 것이다.

### 공항
2020년 완공될 새로운 공항인 롱타인 국제공항은 호찌민 시에서 북동쪽으로 약 40km 떨어진 롱타인 현에 건설을 계획하고 있다. 이 공항이 완공되면 국내선을 운항하는 탄손나트 국제공항을 대신하여 국제선을 취급하게 된다.

### 항구
- 동나이항

## 산업
- 년짝 공단 - 포스코, 효성, LS전선, 태광실업, 락앤락 등 국내 200여개 기업이 들어가 있다.[4]

## 자매 지방
- 대한민국 경상남도
- 라오스 참파사크 주